# Цвітний бульвар (станція метро)
55°46′18″ пн. ш. 37°37′14″ сх. д. / 55.77167° пн. ш. 37.62056° сх. д.
«Цвітний бульвар» (рос. Цветной бульвар) — станція Серпуховсько-Тимірязєвської лінії Московського метрополітену. Відкрита у складі черги «Чеховська» — «Савеловська» 31 грудня 1988 р.

## Технічна характеристика
Конструкція станції — пілонна трисклепінна (глибина закладення — 50 м.) У конструкції станції довжина пілонів була збільшена в порівнянні зі стандартною.

## Колійний розвиток
Станція без колійного розвитку.

## Вестибюлі й пересадки
Наземний вестибюль знаходиться на Цвітному бульварі, поблизу Цирку ім. Юрія Нікуліна і Центрального ринку, вбудований у будівлю Московського Метробуду. У південному торці центрального залу знаходиться пересадка на станцію «Трубна» — Люблінсько-Дмитровської лінії.
- Метростанцію  «Трубна»
- Автобуси: м5, м53, с538, н6

## Оздоблення
В оздоблені станції використано світлий мармур. Фризи прикрашені медальйонами з вітражними вставками. Підлога викладена темним гранітом і мармуром. Колійні стіни мармуром жовто-коричневих відтінків.